# Муращенко Лідія Василівна
Лідія Василівна Муращенко (уродж. Пономаренко; нар. 13 квітня 1967, Київ, УРСР) — українська акторка озвучування та дубляжу, дикторка, колишня театральна акторка.

## Життєпис
Народилася 13 квітня 1967 року в Києві. У 1988 році закінчила Київський державний інститут театрального мистецтва імені Івана Карпенка-Карого (факультет «актор театру, кіно і телебачення»). Батьки — Василь Іванович та Парасковія Саватіївна Пономаренки.
Багато років займається дубляжем та озвученням українською та російською мовами на різних студіях звукозапису. В минулому працювала театральною акторкою.
Була в шлюбі з українським театральним актором Андрієм Муращенком (1963—2007) до його смерті. 
Має доньку Дарину Муращенко (нар. 1991) — українську акторку дубляжу та озвучування, також вона режисерка дубляжу.

## Дублювання та озвучення українською
- Чаклунка: Повелителька темряви — Королева Інґрит (дубляж, студія «LeDoyen»)
- Коко — Мама Імельда (дубляж, студія «LeDoyen»)
- Тор: Раґнарок — Хела (дубляж, студія «LeDoyen»)
- Зоряні війни: Пробудження сили — Лея Орґана (дубляж, студія «LeDoyen»)
- Зоряні війни: Останні джедаї — Лея Орґана (дубляж, студія «LeDoyen»)
- Солт — Евелін Солт (дубляж, студія «LeDoyen»)
- Аліса в Країні чудес — Гелен Кінґслі (дубляж, студія «LeDoyen»)
- Аліса в Задзеркаллі — Гелен Кінґслі (дубляж, студія «LeDoyen»)
- Красуня і Чудовисько — Пані Поттс (дубляж, студія «LeDoyen»)
- Пригоди Паддінґтона 2 — Міс Кіттс (дубляж, студія «LeDoyen»)
- Кінгсман: Золоте кільце — Поппі Адамс (дубляж, студія «Postmodern Postproduction»)
- Трансформери: Помста полеглих — Джудіт Вітвікі (дубляж, студія «Postmodern Postproduction»)
- Спляча красуня — Зла чаклунка (дубляж, студія «AdiozProduction»)
- Гаррі Поттер і Напівкровний принц — Нарциса Мелфой (дубляж, студія «AdiozProduction»)
- Гаррі Поттер і Смертельні реліквії: Частина 1 — Нарциса Мелфой (дубляж, студія «CineType»)
- Гаррі Поттер і Смертельні реліквії: Частина 2 — Нарциса Мелфой (дубляж, студія «CineType»)
- My Little Pony у кіно — Спайк, Принцеса Луна (дубляж, студія «Pie Post Production»)
- Снігова Королева — Кай, квіткарка (дубляж, студія «1+1»)
- Ніндзяґо: Майстри Спінджицу — Ллойд (дубляж, студія «1+1»)
- День спочилих — Ллойд (дубляж, студія «1+1»)
- Дружба — це диво — Спайк, Принцеса Луна (дубляж, студія «1+1»)
- Дівчата з Еквестрії: Ігри дружби — Спайк, завуч Луна (дубляж, студія «1+1»)
- Дівчата з Еквестрії: Легенда про Еверфрі — Спайк, завуч Луна (дубляж, студія «1+1»)
- Дівчата з Еквестрії: Забута дружба — Спайк (дубляж, студія «1+1»)
- Щенячий патруль — Райдер (дубляж, студія «1+1»)
- Фатмаґюль — Мукаддес Кетенджі (дубляж, студія «1+1»)
- Свинка Пеппа — Джордж (дубляж, студія «1+1»)
- ЕЛВІННН!!! і бурундуки — Міс Сміт (дубляж, студія «1+1»)
- Лицарі Некзо Найтс — Робін (дубляж, студія «1+1»)
- Асі — Неріман Козджуоглу (дубляж, студія «1+1»)
- Фінеас і Ферб — Карл (дубляж, студія «1+1»)
- Губка Боб Квадратні Штани — Сенді Чікс, пані Пафф (дубляж, студія «1+1»)
- Кухня — Олена Павлівна Соколова (дубляж, студія «1+1»)
- Дора-мандрівниця — Мапа (дубляж, студія «1+1»)
- Ніндзяґо: Повстання драконів — Матріарх гірських драконів, Бот-доглядач (1+1)
- Величне століття: Роксолана — Ґюльнігаль Хатун (дубляж, студія «1+1»)
- Величне століття: Нова володарка — Дженнет Хатун (дубляж, студія «1+1»)
- Моє чуже життя — (дубляж, студія «1+1»)
- Мама — (дубляж, студія «1+1»)
- Клініка — (багатоголосе закадрове озвучення, студія «1+1»)
- Мене звати Мелек — (багатоголосе закадрове озвучення, студія «Інтер»)
- Гаррі Поттер і Філософський камінь — (дубляж студії «Так Треба Продакшн» і багатоголосе закадрове озвучення телекомпанії «Новий канал»)
- Гаррі Поттер і Таємна кімната — (дубляж студії «Так Треба Продакшн» і багатоголосе закадрове озвучення телекомпанії «Новий канал»)
- Гаррі Поттер і в'язень Азкабану — (дубляж студії «Так Треба Продакшн» і багатоголосе закадрове озвучення телекомпанії «Новий канал»)
- Гаррі Поттер і Келих вогню — (дубляж студії «Так Треба Продакшн» і багатоголосе закадрове озвучення телекомпанії «Новий канал»)
- Титанік — (багатоголосе закадрове озвучення, студія «Новий канал»)
- Каю — Каю, оповідачка (дубляж, телеканал «Піксель TV»)
- Мумія — Евелін Карнахан (дубляж)
- Мумія повертається — Евелін Карнахан (дубляж)

## Дублювання та озвучення російською
- Гупі і бульбашки — Ґіл (дубляж, ТО «ДіАр»)
- Черговий лікар — (дубляж, студія «Постмодерн»)
- #Школа — (дубляж, студія «1+1»)
- Напад — (багатоголосе закадрове озвучення, студія «Інтер»)
- Я нічого не знаю, але скажу все — (багатоголосе закадрове озвучення, студія «Інтер»)
- Близнюк — (багатоголосе закадрове озвучення, студія «Інтер»)
- Весела пасха — (багатоголосе закадрове озвучення, студія «Інтер»)
- Готель Зомбі — (багатоголосе закадрове озвучення, студія «HitLab»)
- Сержант Смугастий — (двоголосе закадрове озвучення)